# Лебёвиль
Лебёви́ль (фр. Lebeuville) — коммуна во французском департаменте Мёрт и Мозель, региона Лотарингия. Относится к  кантону Аруэ.

## География
Коммуна расположена в 30 км к югу от Нанси. Соседние коммуны: Лемениль-Митри на севере, Бенвиль-о-Мируар на востоке, Гриппор на юге, Жермонвиль на юго-западе, Водиньи на западе, Водевиль на северо-западе.

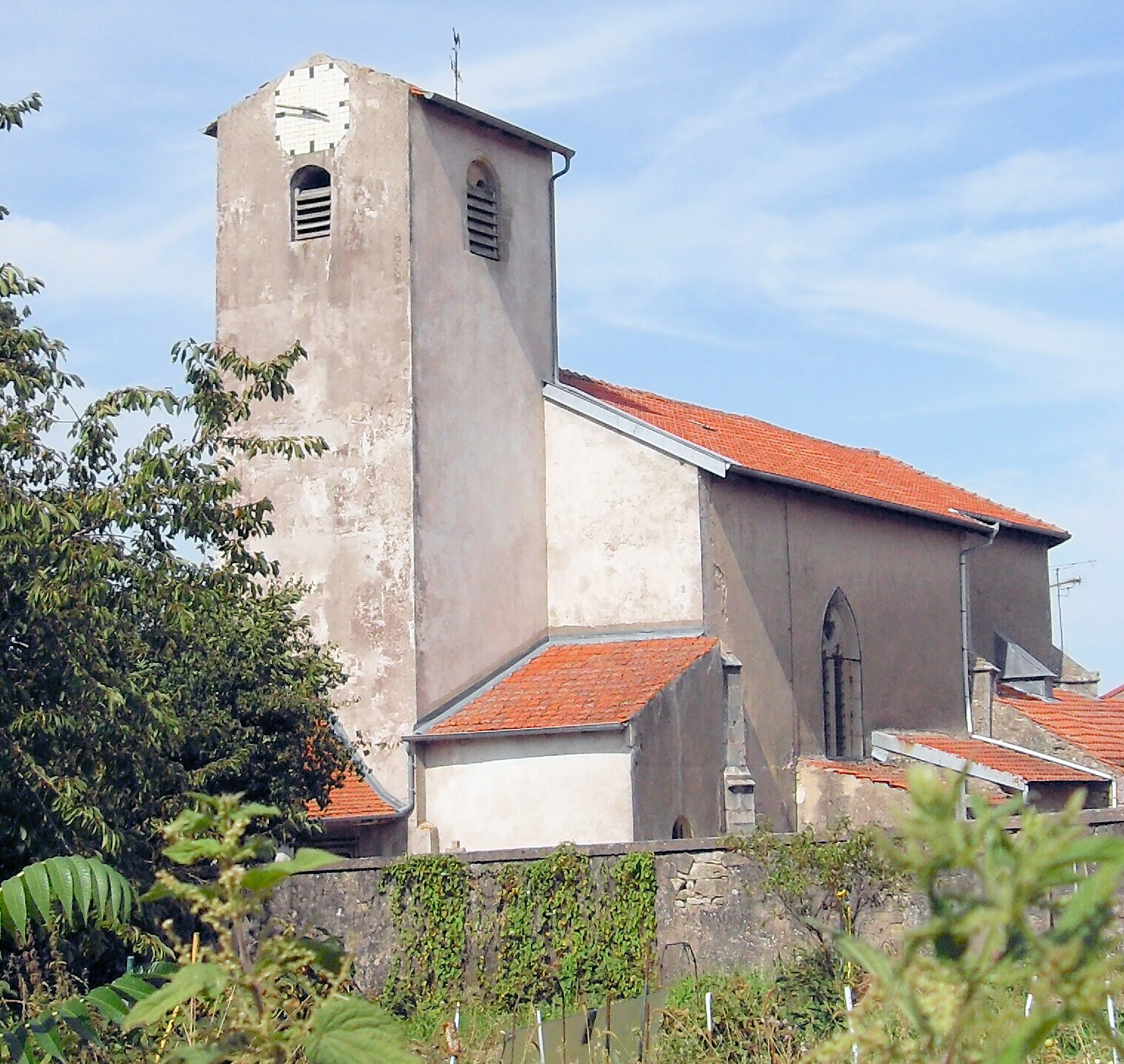
Церковь Сен-Мартен в Лебёвиле (XVI век).

## История
Лебёвиль возник на месте галло-романского поселения. В 1666 году он практически вымер во время эпидемии чумы и Тридцатилетней войны.	

## Демография
Население коммуны на 2010 год составляло 172 человека.
| 1962 | 1968 | 1975 | 1982 | 1990 | 1999 | 2010 |
| ---- | ---- | ---- | ---- | ---- | ---- | ---- |
| 155  | 155  | 148  | 136  | 141  | 153  | 172  |